# Тути-наме

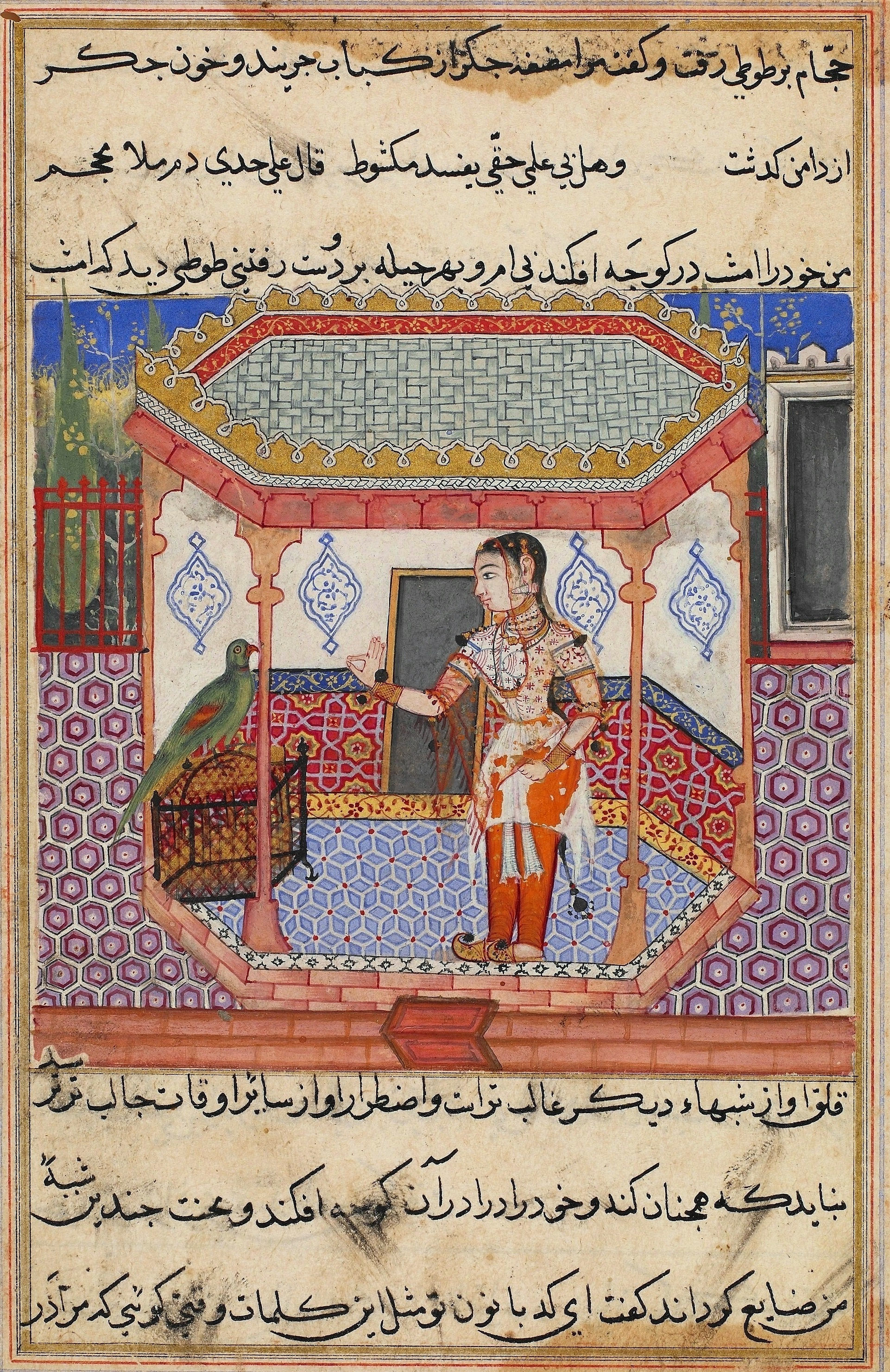
Женщина беседует с попугаем. Могольская миниатюра эпохи Акбара (мастерская Мир Сеида Али и Абдас-Самада), ок. 1565.

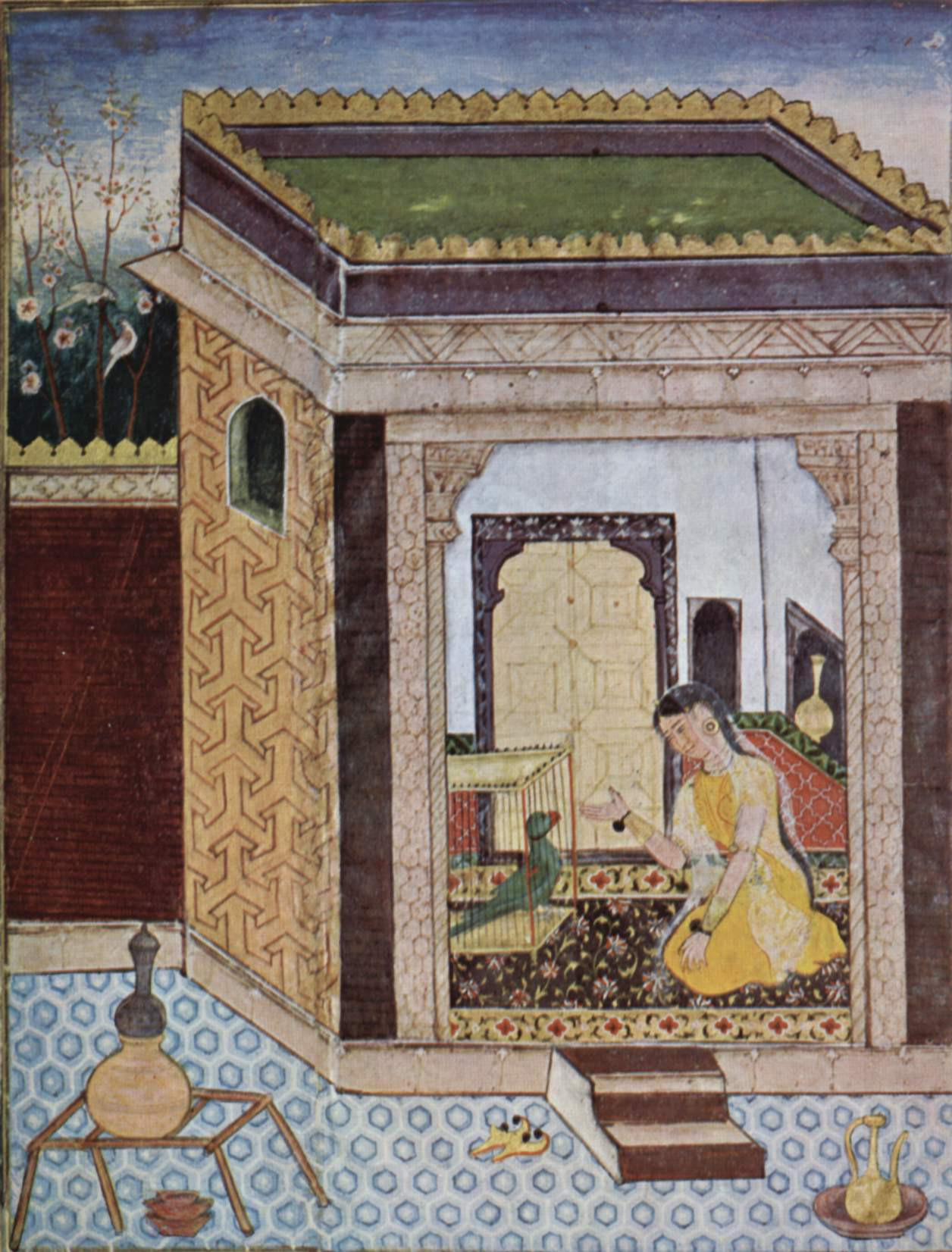
Попугай обращается к Ходжасте, сцена из картин Тути-Наме (1556—1565)

«Тути-наме» (перс. طوطی‌نامه‎ — «Книга попугая») — составленный около 1330 года индо-персидским писателем Нахшаби сборник новелл дидактического, юмористического и эротического содержания, несколько веков пользовавшийся популярностью в Индии и Средней Азии.
По словам самого Нахшаби, его сочинение — лишь переработка и приспособление к «правилам красноречия» некоего старинного перевода с «индийского языка» на персидский. В «Тути-наме», состоящем из скреплённых «рамой» 52 дастанов (рассказов), действительно немало сюжетов, совпадающих с санскритским сборником «Шукасаптати» («Рассказы попугая») и рядом других древних сборников повестей. При этом значительная часть новелл либо сочинена самим Нахшаби, либо значительно переработана по сравнению с предполагаемым источником. Стиль автора вошёл в историю индийской литературы как образец цветистого, богатого неожиданными метафорами и сравнениями слога. В могольскую эпоху «Тути-наме» стала предметом переработок (в сторону упрощения сюжета и стиля) и переводов на другие языки Средней Азии (хиндустани, узбекский и др.); создавались богато украшенные миниатюрами списки текста.
Полный перевод на русский язык (с самой пространной и аутентичной первоначальному тексту рукописи) выполнен Е. Э. Бертельсом в 1919 году (издан только 60 лет спустя).